# Károly Szittya
Károly Szittya także Károly Schaefer (ur. 18 czerwca 1918 w Budapeszcie, zm. 9 sierpnia 1983 w Segedynie) – węgierski piłkarz wodny i trener. Dwukrotny medalista olimpijski.
W 1948 w Londynie zajął trzecie miejsce. Cztery lata później w Helsinkach wspólnie z kolegami został mistrzem olimpijskim. Na dwóch turniejach rozegrał dziewięć spotkań i zdobył czternaście bramek. Był mistrzem Węgier, po zakończeniu kariery pracował jako szkoleniowiec.